# 莲座紫金牛
莲座紫金牛（学名：Ardisia primulifolia）为报春花科紫金牛属下的一个种。

## 扩展阅读
- 維基物種上的相關：莲座紫金牛